# Francesco Verde
Pour les articles homonymes, voir Verde.
 (juin 2024).
Francesco Verde, né le 21 février 2007 à Naples, est un footballeur italien qui joue au poste de défenseur central à la Juventus.

## Biographie

### Carrière en club
Né à Naples en Italie, Francesco Verde est formé par l'Internapoli dans sa ville natale, rejoignant en 2021 le Juventus FC, où il s'illustre d'abord en équipes de jeunes,,.

### Carrière en sélection
Francesco Verde est convoqué avec l'équipe d'Italie des moins de 17 ans pour participer au Championnat d'Europe des moins de 17 ans qui a lieu en mai et juin 2024,. L'Italie atteint la finale de la compétition après sa victoire face au Danemark (1-0),.

## Palmarès
À venir.